# Izabella z Hainaut
Izabella z Hainaut fr. Isabelle de Hainaut (ur. 23 kwietnia 1170, w Lille, zm. 15 marca 1190, w Paryżu) – królowa Francji jako pierwsza żona Filipa II Augusta.

## Życiorys
Urodzona w Lille, była córką Baldwina V, hrabiego Hainaut i hrabiny Małgorzaty I Flandryjskiej. W wieku 10 lat, w 1180 została wydana za mąż za króla Filipa II Augusta. W posagu wniosła hrabstwo Artois. Koronacja Izabelli na królową małżonkę Filipa odbyła się w bazylice Saint-Denis 28 maja 1180.
Ponieważ Baldwin V podawał się za potomka Karola Wielkiego, współcześni kronikarze postrzegali to małżeństwo jako unię dynastii Karolingów i Kapetyngów. Chociaż niektórzy kronikarze wychwalali zalety jej urody i charakteru, nie udało się jej zdobyć uczuć Filipa. Wręcz przeciwnie, w 1184, podczas wojny we Flandrii król, wobec przyłączenia się swojego teścia Baldwina do wrogiego obozu, zwołał radę królewską w Sens, w celu oddalenia Izabelli. Robert I z Dreux, wuj króla, skutecznie storpedował ten pomysł.
Izabella i Filip mieli trzech synów:
- Ludwika VIII Lwa (ur. 5 września 1187), króla Francji (w latach 1223–1226),
- Filipa i Roberta (ur. 14 marca 1190  – zm. 18 marca 1190).

Izabella zmarła dzień po urodzeniu bliźniaków, a synowie przeżyli ją tylko o trzy dni. Została pochowana w katedrze Notre-Dame, w Paryżu.